# شهوت، احتیاط
شهوت، احتیاط (انگلیسی: Lust, Caution) فیلمی در ژانر جنایی، جاسوسی، شهوانی، درام و جنگی به کارگردانی انگ لی است که در سال ۲۰۰۷ منتشر شد. از بازیگران آن می‌توان به تونی لیانگ، جوآن چن، وانگ لیهوم، انوپم کهیر و لیسا لو اشاره کرد.
این فیلم توانست جایزهٔ شیر طلایی جشنواره فیلم ونیز و بهترین فیلمبرداری را در سال ۲۰۰۷ از آنِ خود کند.

## داستان فیلم
داستان دربارهٔ دختر جوانی به نام وونگ است که در کشاکش جنگ چین و ژاپن بر سر جزیره هنگ کنگ در دانشگاه با گروهی از دانشجویان تئاتر تصمیم به ترور آقای یی که فردی امنیتی، خائن و هنگ کنگی است را می‌گیرند. آقای لی مسئول شناسایی و انهدام گروهای مبارز هنگ کنگی است و برای ژاپن کار می‌کند. دختر جوان بعد از چند مرحله آموزش و از طریق یک خانواده سرشناس هنگ کنگی و معرفی خود به عنوان همسر یه تاجر به همسر آقای یی نزدیک می‌شود. او که تا به حال ازدواج نکرده‌است، با یکی از همرزمان خود همبستر شده و رابطه جنسی برقرار کند که بتواند به آقای یی هم نزدیک شود و بالاخره موفق می‌شود خود را به رختخواب آقای یی برساند و بالاخره بعد از چند مرحله رابطه جنسی، اعتماد او را جلب می‌کند تا جاییکه آقای لی برایش یک سنگ بسیار قیمتی سفارش می‌دهد ولی در روزی که قرار بر گرفتن حلقه و ترور آقای لی می‌شود، نمی‌تواند بر احساساتش غلبه کند و او را فراری می‌دهد و با این کار بعد از دستگیری باعث اعدام خود و دوستانش می‌شود.